# Avaran
Avaran är en ort i Azerbajdzjan.   Den ligger i distriktet Qusar Rayonu, i den nordöstra delen av landet, 170 kilometer nordväst om huvudstaden Baku. Avaran ligger 796 meter över havet och antalet invånare är 1 341.
Terrängen runt Avaran är huvudsakligen kuperad, men åt sydost är den platt. Närmaste större samhälle är Qusar, 3,9 kilometer öster om Avaran. 
Omgivningarna runt Avaran är en mosaik av jordbruksmark och naturlig växtlighet. Runt Avaran är det ganska glesbefolkat, med 48 invånare per kvadratkilometer.